# Música de Guatemala
La música de Guatemala se interpreta en todo el país y es diversa ya que reúne una amplia gama de estilos de distintas proveniencias. Los pueblos también cuentan con bandas de viento y percusión que tocan durante las procesiones de Cuaresma y Semana Santa, así como en otras ocasiones. La marimba es un instrumento importante en las canciones tradicionales guatemaltecas. El uso documentado más antiguo de la marimba en América data de 1680, durante las celebraciones en Santiago de los Caballeros de Guatemala (donde actualmente se ubica la Antigua Guatemala).

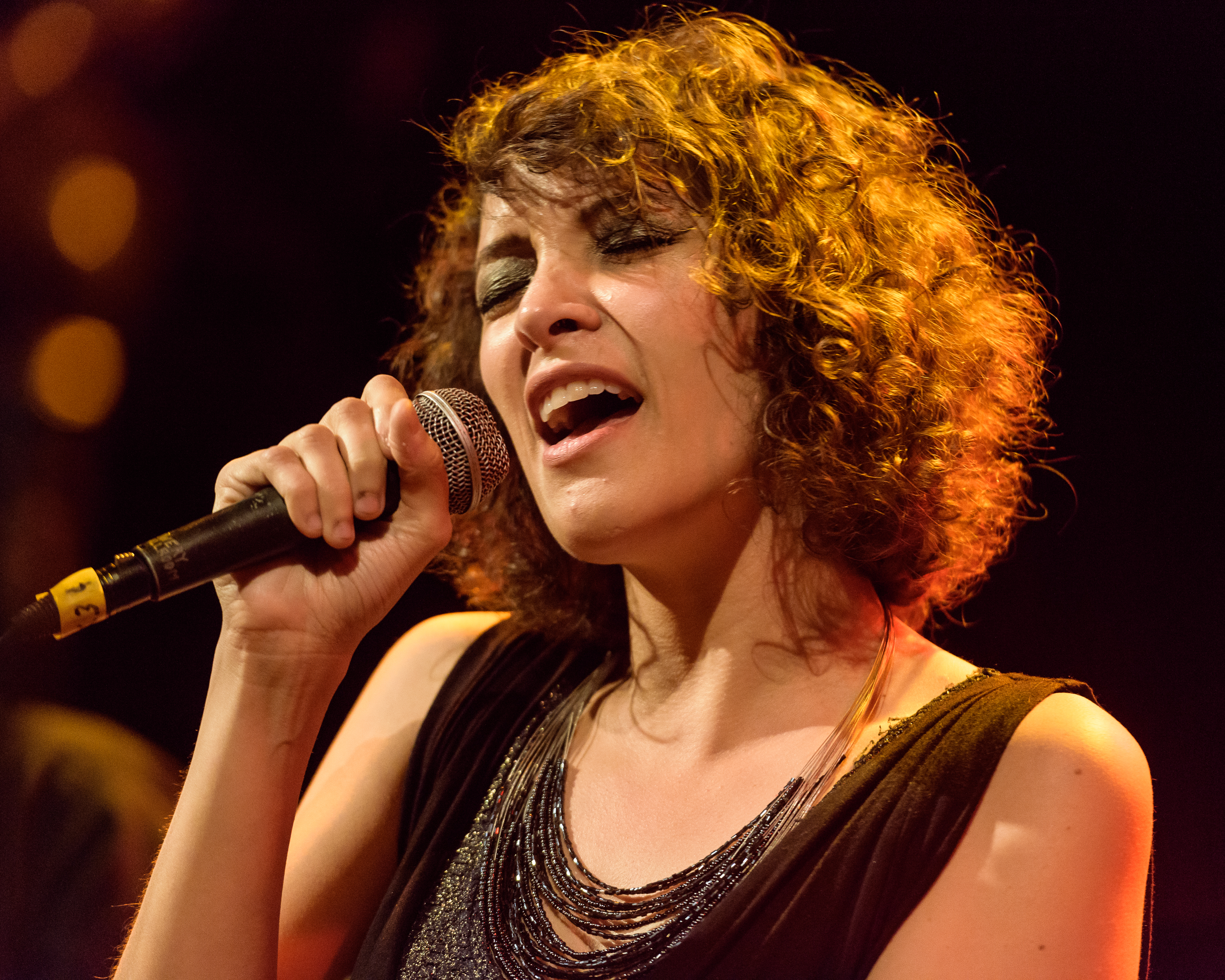
Gaby Moreno, cantautora y guitarrista guatemalteca con reconocimiento internacional

Guatemala también cuenta con una tradición de música culta de casi cinco siglos de antigüedad, que abarca desde el primer canto litúrgico y la polifonía introducidos en 1524 hasta la música culta contemporánea, manifestándose a través de las diferentes etapas históricas del país una riqueza musical y cultural de características muy propias y de validez universal. Gran parte de la música compuesta en Guatemala entre el siglo XVI y el siglo XIX ha sido descubierta recientemente por académicos y está siendo reinterpretada por artistas modernos.

## Música maya
Para el conocimiento de la música de los antiguos mayas es indispensable el estudio de la iconografía conservada en códices, piezas de cerámica y arte mural. El instrumental de la música maya constó de instrumentos de viento (aerófonos) y de percusión (idiófonos). La primera de estas familias instrumentales agrupa a varios tipos de instrumentos: las flautas de caña y hueso, diferentes tipos de pitos, silbatos y ocarinas con variedad de diseños, y los vasos sibilantes. En lo relativo a la música, los mayas desarrollaron instrumentos musicales como flautas, silbatos, tambores de madera o tunkules, sonajas y cascabeles, y utilizaron caracoles sonores y caparazones de tortuga. Con su música cantaban y bailaban durante las festividades. Se supone que cada dios tenía su fecha, rito, música y cantos especiales. En vasos policromados de diferentes épocas también aparecen representadas una y otra vez las conchas marinas. 
Los murales de Bonampak también muestran a un grupo de guerreros mayas tocando largas trompetas como todavía aparecen en el Rabinal Achi del siglo XIX.
En el grupo de los idiófonos se encuentra el tun, que es un tronco vaciado con una incisión en forma de H cuyas dos lengüetas resultantes se percuten con baquetas rudimentarias. Este instrumento todavía se ve ocasionalmente en Guatemala. También están los tambores de madera con una sola membrana de piel de venado o jaguar, así como los caparazones de tortuga de diferentes tamaños, los raspadores y las sonajas. Los instrumentos musicales estaban caracterizados por su estrecha conexión con las deidades del panteón maya.

## Música tradicional
La música tradicional guatemalteca tiene orígenes en la antigua cultura maya, cuyos elementos se fusionaron a partir del siglo XVI con componentes de las culturas españolas y afro-caribeñas. Esto está representado en la marimba, considerada instrumento nacional, que contiene elementos conceptuales y constructivos provenientes de cada una de estas tres culturas que forman la base de la cultura guatemalteca.
La marimba
La marimba es un idiófono de la familia de los xilófonos que ha tenido un desarrollo notable a partir del modelo cultural original. Se distingue la marimba de arco, un instrumento portátil con un teclado diatónico provisto de resonadores de jícara; la marimba sencilla, que ya es estacionaria, estando apoyada sobre patas de madera, y ocasionalmente provista de cajas de resonancia construidas de madera; y la marimba doble o cromática, inventada en 1894, que posee en adición al teclado original diatónico (que representa las teclas blancas del piano) un teclado adicional con las notas equivalentes a las teclas negras del piano, con lo cual se logra reproducir la escala cromática de doce sonidos. Este invento abrió las puertas a que la marimba pudiera asimilar la música pianística en boga para esa época, y tuvo como consecuencia la popularización inmensa del instrumento durante el siglo XX en Guatemala.

## Música histórica

### Época del Renacimiento
Guatemala fue una de las primeras regiones del Nuevo Mundo en ser introducidas a la música europea, a partir de 1524. Los misioneros y clérigos trajeron consigo un amplio repertorio de cantos litúrgicos para las diferentes celebraciones del año católico. Tanto en la primera catedral, consagrada en 1534 y reconstruida después del traslado al Valle de Panchoy, como en las misiones de la Verapaz se cultivó el canto gregoriano y el polifónico. La polifonía estaba a cargo del maestro de capilla, de quien también se esperaba que contribuyera los trozos corales que fueran necesarios. Entre los maestros de capilla, se destacaron durante el siglo XVI tres compositores ibéricos que trabajaron en la catedral de Santiago de Guatemala: Hernando Franco, Pedro Bermúdez y Gaspar Fernández. Todos ellos dejaron composiciones de altísima calidad, contenidas en diversos manuscritos eclesiásticos y destinadas principalmente a las liturgias de vísperas y de la misa.

### Época barroca
Durante el siglo XVII cambió el gusto, dándose preferencia al género del villancico de maitines. Estas composiciones, de estilo barroco, estaban escritas mayormente en castellano, pero también en dialectos seudo africanos, gallegos, italianos o franceses, y ocasionalmente en acentos indígenas guatemaltecos. Los más grandes compositores en este género fueron Manuel José de Quirós y Rafael Antonio Castellanos. A este último correspondió encarar el traslado a la Nueva Guatemala de la Asunción, a la cual llegó en noviembre de 1779. Entre sus coetáneos y alumnos varios se destacaron como compositores, como Manuel Silvestre Pellegeros, Pedro Antonio Rojas y Pedro Nolasco Estrada Aristondo.

### Época clásica
José Eulalio Samayoa es el compositor emblemático de esta orientación estilística. Fue uno de los primeros compositores de las Américas, si no el primero, en abordar la composición del género de la Sinfonía. De sus obras en este género nos han quedado tres: la Séptima Sinfonía, así como la Sinfonía Cívica y la Sinfonía Histórica. También escribió mucha música sacra en latín, así como villancicos en castellano. José Escolástico Andrino también cultivó el género de la sinfonía y el villancico. Otros compositores de esa época son Juan de Jesús Fernández y Remigio Calderón.

### Romanticismo
La música sacra y el género de la sinfonía después de Samayoa está representado por Indalecio Castro. Otras tendencias musicales románticas están representadas por la música pianística, la ópera, las bandas militares y el invento de la marimba cromática. La música pianística obtuvo un gran impulso con el regreso de Europa de un grupo de virtuosos, quienes también habían aprendido la composición musical: Herculano Alvarado, Luis Felipe Arias, Julián González y Miguel Espinoza. La labor de ellos sería continuada entrado el siglo XX por pianistas compositores como Alfredo Wyld, Rafael Vásquez y Salvador Ley. El género de la ópera fue introducido en Guatemala por Anselmo Sáenz y Benedicto Sáenz hijo, quienes de esa manera abrieron las puertas a que se recibiera la frecuente visita de compañías de ópera italianas, y a que se construyeran teatros para el efecto, como el Teatro Colón (antiguo Teatro de Carrera), el Teatro Municipal de Quetzaltenango y el de Totonicapán. Una de estas compañías italianas de ópera trajo consigo a Pietro (Pedro) Visoni como director (junto con su esposa, la prima donna Luisa Riva de Visoni).  El maestro Visoni, oriundo de Bérgamo, y otrora organista del Duomo de Milán (1858-1863), fue contratado en 1871 por el nuevo gobierno liberal para dirigir las bandas del 1.er y 2.º batallón del ejército.  Visoni fusionó las bandas y fundó la Banda Sinfónica Marcial de Guatemala.  Debido a la falta de músicos entrenados, el maestro Visoni decidió crear un conservatorio de música (el primero en el país) al cual nombró Escuela de Substitutos.   La Banda Sinfónica Marcial y la Escuela de Substitutos se convirtieron en los pilares del desarrollo de la música clásica en el país.  Rafael Álvarez Ovalle (por quien la Escuela de Substitutos es nombrada actualmente y autor de la música del himno nacional) fue uno de los graduados de esta institución musical. La Escuela de Substitutos es ahora Escuela Militar de Música "Maestro Rafael Alvarez Ovalle" de la cual su Banda Marcial compuesta por jóvenes alumnos, fue declarada Patrimonio Cultural de la Nación en el Acuerdo Ministerial 1220-2011 de fecha 30 de diciembre del año 2011.  La Banda Sinfónica también produjo finalmente muchos de los músicos que formarían la base de la Orquesta Sinfónica Nacional en los 1940.   Las bandas se desarrollaron principalmente gracias a la acción del director prusiano Emilio Dressner, quien introdujo nuevas técnicas instrumentales y una disciplina adecuada para el estudio y la interpretación instrumental. Entre los compositores que fueron discípulos de Dressner se destacaron Germán Alcántara, Rafael Álvarez Ovalle y Fabián Rodríguez.

### Marimba cromática
Un paso fundamental fue el invento en 1894 de la marimba de doble teclado o cromática, realizado en Quetzaltenango por el constructor de marimbas quetzalteco Sebastián Hurtado. A partir de entonces fue posible para las marimbas interpretar las piezas de música de salón en boga, aprendiéndose valses, mazurcas, polkas, pasodobles y otras, de las cuales también empezaron a componer los autores locales. Entre estos sobresalieron los hermanos Bethancourt, representados por Domingo Bethancourt; los hermanos Hurtado, en especial Rocael Hurtado; y los hermanos Eustorgio, Higinio y Benedicto Ovalle; Wotzbelí Aguilar y Mariano Valverde, entre los integrantes de numerosas marimbas que se formaron durante las primeras décadas del siglo XX.

### Valoración de lo autóctono
La postura de interesarse por la música autóctona y también por las temáticas literarias del pasado maya se cristalizó en la actividad y obra de Jesús Castillo. Sus oberturas indígenas y más tarde su ópera Quiché Vinak fueron fundamentales para establecer una postura de apreciación y valoración de las herencias culturales guatemaltecas. Su hermano Ricardo Castillo, compositor, quien tuvo la oportunidad de estudiar en París, continuó con esta orientación, introduciendo a su música elementos estilísticos del impresionismo y del neoclacisismo musicales. José Castañeda fue otro compositor de esa generación en interesarse por el pasado maya, si bien en sus composiciones instrumentales mantuvo una postura más bien experimental, en tono con las tendencias más avanzadas de su tiempo. Una influencia importante emanó del compositor austriaco Franz Ippisch, quien hizo los primeros pasos hacia la valoración de la herencia musical histórica y proporcionó recursos a varios jóvenes músicos de Guatemala. Entre los alumnos de estos maestros varios se interesaron por seguir la misma corriente, componiendo obras basadas en historias del Popol Vuh o en la temática del Rabinal Achí. Esta postura valorativa se manifestó en diversos entornos estilísticos, extendiéndose al ámbito de la marimba y de la composición electroacústica a finales del siglo XX. En el siglo XX se valoraron también las herencias culturales de otras etnias, como en el drama musical Caribe (ópera) del compositor Dieter Lehnhoff, que representa temas de la historia y la tradición oral de los habitantes del litoral Caribe centroamericano.

## Vida musical
En la actualidad, en Guatemala se cultivan varios géneros de la música clásica. Igualmente, la Orquesta Sinfónica Nacional tiene temporadas escolares, populares e internacionales, en las que participan directores invitados, ya que desde hace varias décadas no tiene director permanente. Hay varias orquestas juveniles en la Ciudad de Guatemala, formadas por estudiantes y con el apoyo de fundaciones. La Orquesta Millennium es una agrupación ad hoc que se ha dedicado a la valoración de la música clásica de Guatemala, desde el Renacimiento y el barroco hasta la actualidad, presentándola a menudo junto a la música de los grandes maestros universales. El Coro Nacional, fundado en 1945, se ha enfocado en la música regional de Guatemala. Hay numerosos coros universitarios y de aficionados que se reúnen en convergencias corales como la Musicoral y la Guatecoral, que se celebran con el fin de unir a Guatemala en el ámbito musical y operatico entre otras. Recientemente, se han formado varios coros juveniles. La mezzosoprano de origen argentino Cristina Altamira ha realizado durante años numerosos estrenos de música antigua inédita procedente del renacimiento y el barroco en Guatemala, tanto en vivo como en discos compactos, de los que se hallan varios en el mercado local. La Maestra Altamira produce el programa radial educativo "Barroco de Dos Mundos" que se transmite todos los viernes a las 8:00 PM desde 2001 por Radio Faro Cultural de Guatemala, 104.5 FM. También hay cantantes de ópera, entre quienes se destaca Luis Felipe Girón May. Ofrecen recitales con arias y otros trozos operáticos, y una o dos veces al año participan en montajes de óperas. Estos se realizan en el marco de festivales, con artistas y directores extranjeros, ya sea en escenarios de la Antigua Guatemala o bien en el Teatro Nacional de la Ciudad de Guatemala. Hay diversos grupos de cámara como cuartetos de cuerda, quintetos de vientos, dúos, tríos, etc. Un número más bien reducido de pianistas y guitarristas clásicos ofrece recitales ocasionales en salas de cámara como el Instituto Guatemalteco Americano IGA y el Centro Cultural de España en Guatemala que programan ocasionalmente conciertos de música contemporánea.
Con el paso del tiempo la música ha sufrido varios cambios en su forma de ejecución, que va de lo instrumental hasta su ejecución con sonidos electrónicos.

## Música popular moderna
A lo largo de los siglos se han dado una amplia gama de estilos en la música guatemalteca, abarcando desde las expresiones sonoras prehispánicas, la música litúrgica renacentista, el Barroco y el período clásico hasta la música de la marimba y los estilos folklóricos y populares que este instrumento nacional representa. Entre los compositores se han destacado:
A partir de la tercera década del siglo XX se cultiva la canción ligera para canto con acompañamiento de piano, marimba u otros conjuntos acompañantes. En 1933, Martha Bolaños de Prado compone las melodías: “Alma mixqueña”, “Negros frijolitos”, “El zopilote”, “Chancaca” y “Pepita”; la letra de las mismas fue escrita por Gustavo Schuartz. En 1943 se inicia la época de oro de la radiodifusión nacional con la TGW. En ese período las emisoras produjeron piezas dramatizadas, surgieron programas de calidad que podían competir con los extranjeros y la radiodifusión nacional alcanzó su máximo desarrollo. En la TGW surgieron compositores y cantantes guatemaltecos, algunos interpretaban boleros de tipo romántico, entre ellos: Paco Pérez (compositor de Luna de Xelajú), Gustavo Adolfo Palma (tenor lírico, compositor de la canción “Contigo”), Juan de Dios Quezada, Manolo Rosales, Jorge Mario Paredes y Ernesto Rosales. Otros cantantes interpretaban música selecta popular como Julio Cáceres, Mildred Chávez, Dora René Figueroa, Carmen Yolanda, Lucinda Lara, las hermanas Gonzáles, el dúo conformado por Magedla y Tatiana García. O bien, música de corte clásico como Ernesto Ávalos Gutiérrez, Gloria Susana Castañeda de Palacios, los esposos Coronado (Bella España y René) y la cantante de ópera Lily Andreu Spillari.
Tanya Hazel Zea García (Guatemala, 25 de febrero de 1953), nacida aparentemente en Cobán; conocida en el mundo artístico como Tanya Zea, obtuvo el segundo lugar en el festival de la Organización de Televisión Iberoamericana OTI 1974, con la canción "Yo soy" de su propia inspiración. Edgar Ricardo Arjona Morales (Jocotenango, Guatemala, 19 de enero de 1964), conocido artísticamente como Ricardo Arjona o simplemente Arjona, es un cantautor guatemalteco de música pop y baladas quien ha alcanzado fama internacional y ha cosechado un gran número de éxitos. A inicios del siglo XXI la escena musical popular guatemalteca está en ebullición.  También surgen Solistas y cantautores tales como Carlos Peña (ganador de la segunda edición del reality show Latin American Idol), Ricardo Andrade, Giovanni Pinzón, Mr. Fer, Carlos Catania y Giovanni Passarelli, entre muchos otros, compiten por hacerse un espacio entre el público local.
También grupos y bandas como Bohemia Suburbana, Influenza, Malacates Trébol Shop, El Tambor de La tribu, Noctis invocat, Mosquito Farm, Tieznesis, In Honor of Silence, Rain of God, Viento en Contra, Viernes Verde, El Clubo, Angels y la Gran Calabaza. Desde los años '80 y con vigencia en el género balada y ranchero está Elizabeth de Guatemala. Los géneros caribeños, como la salsa y merengue también cuentan con varios exponentes locales como Grupo Rana, Tormenta Band, Grupo Branly, La Tripulación, La Gran Familia, Ensamble Latino y FM de Zacapa. 
En Guatemala hay numerosos músicos instrumentistas de todas las familias de instrumentos. Entre los intérpretes de viento han sobresalido el saxofonista Arturo Xicay, el intérprete de la armónica Roberto Abularach, los oboístas Manuel Gómez Samayoa y Fielding Udine Roldán, los flautistas Julio García y Gabriela Corleto, y el trompetista Nery Cano. Entre los violinistas destacaron Andrés Archila, José Santos Paniagua, Baudilio Méndez y Henry Raudales, y entre los intérpretes del violonchelo han sido notables Eduardo Ortiz Lara y Juan Carlos Paniagua. Los pianistas clásicos, que han sido listados por Carlos Soto, incluyen a Eddy Wunderlich, Zoila Luz García-Salas, Alma Rosa Gaytán y Tito Alvizúrez. En la percusión se han destacado numerosos marimbistas, así como bateristas de la talla de Edgar "Manú" Ramírez, Luis Estrada, Carlos Gómez y Fernando Martín, un baterista de trayectoria internacional graduado del PIT (Percussion Institute of Technology) en el Musicians Institute en Hollywood, California. Los géneros que interpretan abarcan desde la música clásica y los géneros populares ligeros hasta el rock y el jazz.

## Músicos destacados

### Compositores

#### Clásicos

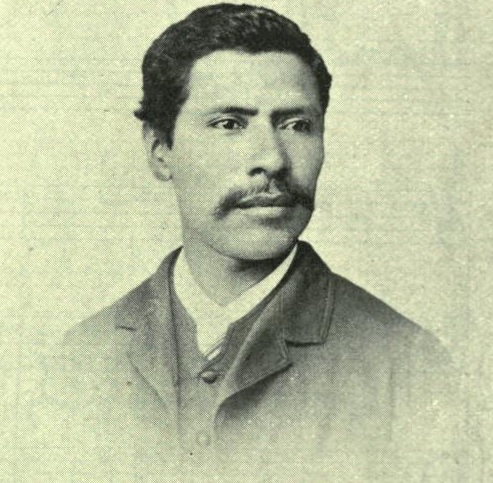
Maestro Rafael Álvarez Ovalle en 1897. Fotografía de La Ilustración Guatemalteca

- Rafael Álvarez Ovalle (1858-1946): compositor, flautista, guitarrista, pianista y violinista.  Autor de la música del Himno Nacional de Guatemala.[6]
- José Castañeda: director de orquesta que se formó en París. Cuando regresó a Guatemala fundó la Orquesta Ars Nova, integrada por profesionales y aficionados. A instancias del presidente Jorge Ubico, esta orquesta fue convertida en la agrupación oficial del Estado, debiendo tomar el nombre de Orquesta Progresista (1936). Después de la Revolución de 1944, la orquesta pasó a llamarse Orquesta Sinfónica Nacional (1945). Su facilidad de invención melódica popular ya se había manifestado en su canción satírica "La Chalana", con letra de Miguel Ángel Asturias, David Vela y otros miembros de la Generación del 20, escrita en 1922. Esta canción ha sido considerada emblema de la juventud universitaria en Guatemala, cantándose masivamente en la "Huelga de Dolores". La cooperación con Miguel Ángel Asturias (Premio Nobel de Literatura 1967) resultó en obras escénicas como «Emulo Lipolidón» e «Imágenes de Nacimiento».[7]
- Jesús Castillo: músico y compositor que se formó en Quetzaltenango con los maestros pianistas Miguel Espinoza y Rafael Guzmán. Desde temprano mostró un interés especial en la música indígena de Guatemala, algunas de cuyas características incorporó a sus propias piezas. Su Obertura indígena No.1 (1897) es la primera obra de su época de estudiante que basó en motivos musicales autóctonos. Mientras estudiaba con Rafael Guzmán, Castillo compuso una segunda obertura de esa naturaleza, beneficiándose de la asesoría de su maestro. Concluida su formación, se dedicó al magisterio musical en Quezaltenango, actividad que mantendría hasta 1929. A la vez, recopiló música de los indígenas en varias regiones de Guatemala. Entre sus obras originales basadas en la música autóctona sobresale la ópera Quiché Vinak (1917-1925), que fue estrenada en 1924 en el Teatro Abril de la Ciudad de Guatemala.[8]
- Rafael Juárez Castellanos (1913-2000): compositor y director de bandas de Guatemala.  Como compositor se integró completamente al ambiente de su tiempo en Guatemala, siendo probablemente el compositor más premiado de la historia del país. Sus marchas militares eran interpretadas tanto en desfile como en concierto; sus obras orquestales interpretadas por la Orquesta Sinfónica Nacional y, en versiones especiales, por la Banda Sinfónica Marcial. Sus marchas fúnebres de inmediato pasaron a formar parte del repertorio de las bandas y se escuchan durante las grandes procesiones de Semana Santa en la Ciudad de Guatemala, la Antigua Guatemala y muchas localidades del interior de la República que las encargaron. Sus himnos fueron premiados y cantados en las instituciones para las cuales los escribió.[9]
- Dieter Lehnhoff: compositor, director de orquesta y musicólogo con estudios en Austria, doctorado por la Facultad de Música de la Universidad Católica de América en Washington D. C., inició el rescate y redescubrimiento de la música de los siglos XVI a XX en Guatemala, dirigiendo una serie de discos compactos pioneros. En diversos libros y numerosos artículos en publicaciones especializadas internacionales escribió la historia de la música y los músicos guatemaltecos. Ha participado por invitación en numerosos festivales internacionales como director, compositor y musicólogo. Es miembro de la Academia de Geografía e Historia de Guatemala y de la Academia Guatemalteca de la Lengua, así como de diversas sociedades de compositores.[9] Sus conciertos para piano y orquesta, sinfonías, música de cámara, obras pianísticas y composiciones corales se presentan a menudo en Europa, las tres Américas y Asia. Su drama musical Caribe (ópera) tuvo su exitoso estreno en agosto de 2015 y constituye la primera ópera sobre tema guatemalteco desde que subió a escena Quiché Vinak de Jesús Castillo.
- Jorge Sarmientos (1931-2012): músico, compositor y director de orquesta, catalogado por algunos como el más destacado en la historia del país. Dirigió en casi todas las capitales de América Latina y en diversas ciudades de los Estados Unidos, Francia, Israel, Japón y España, entre otros países.[10]
- Mauricio Trabanino (1994): médico, músico, compositor y productor musical. Compositor de música para cine y teatro. Ha compuesto bandas sonoras para cine estadounidense y teatro salvadoreño, incluida la producción de 2019 Speak Only Good of the Dead, la cual fue galardonada por la National Academy of Television Arts and Sciences por mejor corto en 2020. Se caracteriza por un estilo en el cual predomina el minimalismo clásico.[11][12]

#### Marimba

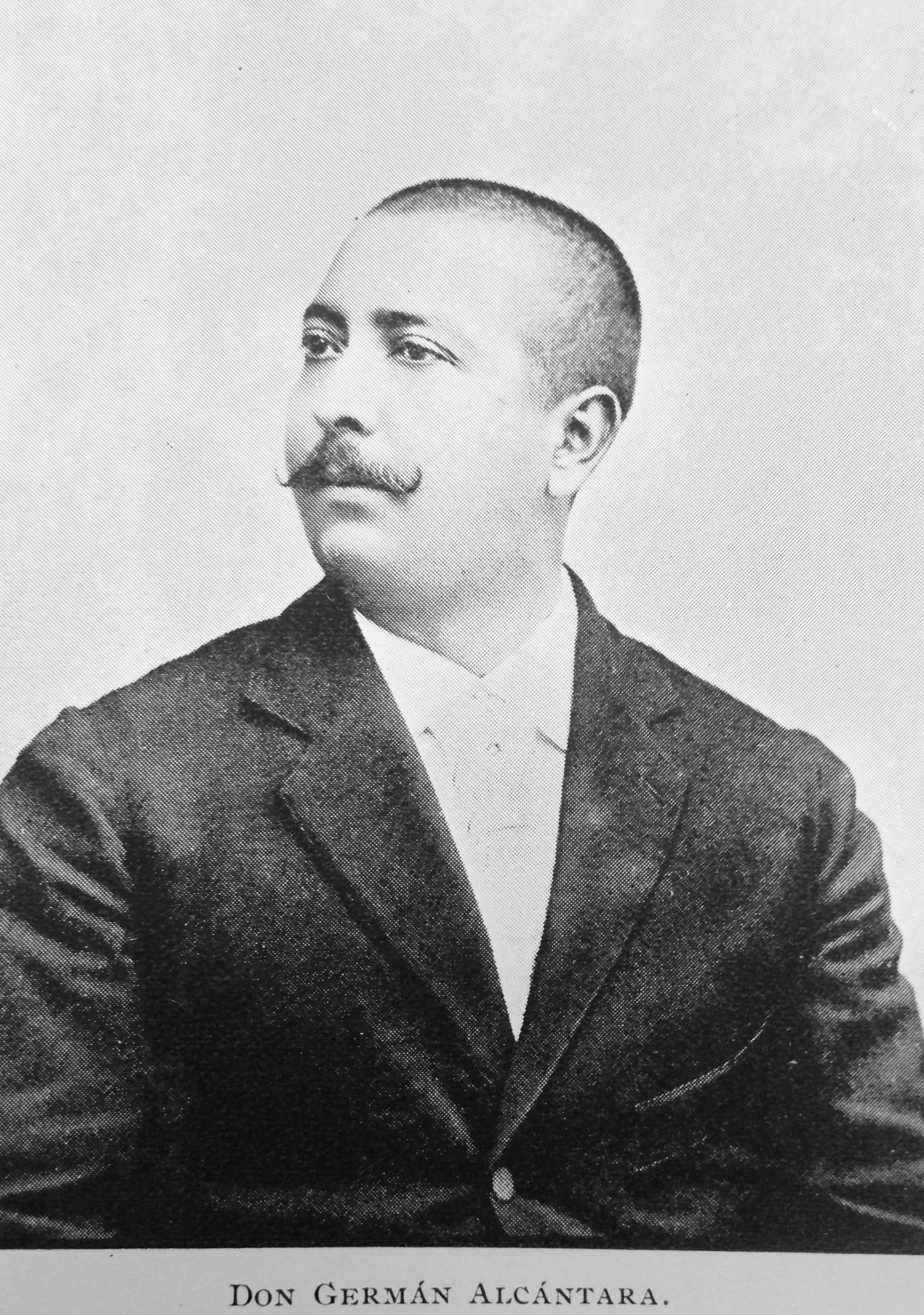
Maestro Germán Alcántara, compositor de La Flor del Café. El Conservatorio Nacional de Música —del que fue director— lleva su nombre. Fotografía de La Ilustración del Pacífico

- Wotzbelí Aguilar: compositor. Era hijo de Trinidad Solórzano y del licenciado Porfirio Aguilar.[Nota 2] Fue discípulo de Jesús Castillo en Quetzaltenango, donde participó en el desarrollo del repertorio para marimba que caracterizó la música guatemalteca desde principios del siglo XX. Escribió numerosas composiciones para piano que después adaptó a la marimba, obteniendo una amplia divulgación de su música. Sus composiciones están entre las favoritas de los conjuntos de marimbas de Guatemala. Aguilar estableció un género nuevo, el género de la guarimba: un ritmo de danza en compás de seis por ocho con frecuentes hemiolas que luego fue adoptado por muchos marimbistas autores de música bailable.[Nota 3][15]
- Germán Alcántara (1863-1910): compositor y director de banda y orquesta. En 1892 fue nombrado como director de la Banda Marcial de Guatemala[14] y en 1906 del Conservatorio Nacional de Música de ese país centroamericano, el cual fue bautizado con su nombre posteriormente.[13]  Su efigie aparece en los billetes de doscientos quetzales.  Entre sus obras más destacadas están: el vals de cuatro números La Flor del Café, y la mazurka Bella Guatemala.
- Domingo Bethancourt Mazariegos (1906-1980): marimbista y compositor. Se formó bajo el ejemplo de su padre Francisco Román Bethancourt y es uno de los favoritos del repertorio musical de marimba en Guatemala con sus composiciones originales El ferrocarril de los Altos y Antonieta, entre otras.[16]
- Mariano Valverde (1884-1956): músico marimbista y compositor. Fue integrante de la Marimba Hurtado Hermanos, con quienes fue de gira por Guatemala y los Estados Unidos, donde grabó varias de sus propias composiciones. En 1917 acompañó a este conjunto a una de las primeras presentaciones de marimba ofrecidas en la Ciudad de Guatemala para el presidente Manuel Estrada Cabrera. Su catálogo consta de más de un centenar de piezas; gran parte de éstas aún pertenece al repertorio de la mayoría de marimbas guatemaltecas. Mariano Valverde fue director de la Marimba Maderas de mi Tierra, considerada la mejor agrupación de su tipo en el mundo. Su obra Noche de luna entre ruinas, escrita luego del Terremoto en la Ciudad de Quetzaltenango de 1902, evento en el cual falleció su progenitora,[17] es una de las composiciones más expresivas del repertorio de valses en Guatemala.
- Gabriel Mencos: (1911-2007) Compositor y marimbista. Director de la Marimba Niña de Guatemala y fundador del programa de radio Chapinlandia en el año de 1947, que se dedica a transmitir música ejecutada estrictamente en marimba. Escribió música para marimba entre la que destaca: Destello Idolatrada y El Retrato de mi Madre. Realizó múltiples giras artísticas a Estados Unidos y Sur América para promover la música guatemalteca. Recibió la medalla de la Paz como un reconocimiento a su labor de divulgación de la música guatemalteca ejecutada en marimba y utilizarla como instrumento para promover la paz por medio de la música.[cita requerida]

#### Melodías
- Paco Pérez (Francisco Pérez Muñoz; 1917-1951): cantante, compositor y guitarrista; es el autor de Luna de Xelajú, considerada por muchos como el segundo Himno Nacional de Guatemala.  Murió trágicamente junto con un grupo de artistas en un accidente aéreo en El Petén en 1951.[10]
- Antonio Elías Vidal Figueroa (1923-2000): director, compositor y arreglista musical guatemalteco. En 1974 recibió la Orden Francisco Marroquín por su labor docente en varios institutos de enseñanza media y en el Conservatorio Nacional de Música; en 1990, la Facultad de Humanidades de la Universidad de San Carlos le otorgó el grado de Emeritissimum.[18]  Su composición más conocida es Un lorito de Verapaz.

### Intérpretes

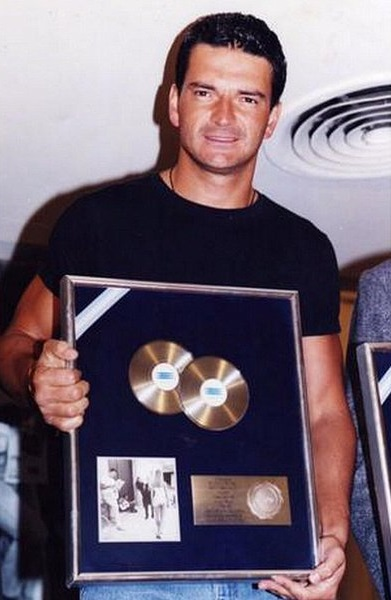
Ricardo Arjona recibiendo disco de platino por su álbum Sin daños a terceros en 1998.

- Ricardo Arjona (1964-): cantautor y músico guatemalteco. Su música varía desde baladas a pop latino, rock, pop rock, música cubana, y, más recientemente incluye actuaciones a capela y una mezcla de música tejana y norteña, música afroamericana y latina. Se estima que ha vendido cerca de veinte millones de discos a lo largo de su carrera, y es considerado uno de los artistas más exitosos de América Latina.[19][20]
- Gustavo Adolfo Palma (1920-2009): un destacado cantante de ópera. Destacó en la radio en las décadas de los años 1940 y 1950 época de oro de la radio en Guatemala, cuando no existía la televisión en el país. En 1930 salió al aire la radioemisora TGW, «La voz de Guatemala», primera estación de onda larga. Más tarde, en 1946, inició la época de la radiodifusión guatemalteca; en ese periodo las emisoras produjeron piezas dramatizadas, surgieron programas de calidad que podían competir con los extranjeros, la radiodifusión alcanzó su máximo desarrollo. Gustavo Adolfo Palma fue una voz popular de la TGW entre 1936 y 1944. Tiempo después, el artista comienza a triunfar en México, contratado por la radio nacional mexicana XEW. Posteriormente, regresa a Guatemala. En la década de los años 1950, se inició la televisión guatemalteca y Gustavo Adolfo Palma se convirtió en uno de los protagonistas.[21]

## Discos sugeridos
Marimba guatemalteca
- Marimba Chapinlandia. Marimba Music of Guatemala: música de Paco Pérez, Guillermo Fuentes, Leopoldo Rodas Santizo, Domingo Bethancourt, Belarmino Molina, Wotzbelí Aguilar, Gumercindo Palacios, Valentín del Valle Góngora, Manuel Samayoa Gutiérrez, Froilán Rodas Santizo, José Ernesto Monzón, Rodolfo Narciso Chavarría, María del Tránsito Barrios, Mariano Valverde y Germán Alcántara. Washington, D.C.: Smithsonian Folkways Records. SFW CD 40542.
- Marimba Hurtado Hermanos (1997). «La música de Domingo Bethancourt». Disco Centro (Guatemala). 97026.

Música barroca guatemalteca
- Cristina Altamira, mezzosoprano; Ensemble Millennium (2006). Joyas del Barroco en Guatemala: Música de Rafael Antonio Castellanos, Pedro Nolasco Estrada Aristondo y Manuel José de Quirós. Guatemala: Universidad Rafael Landívar. IM 1206.
- —; Orquesta Millennium dirigida por Dieter Lehnhoff (2003). Tesoros Musicales de la Antigua Guatemala: música de José Escolástico Andrino, Rafael Antonio Castellanos y José Eulalio Samayoa. Guatemala: Universidad Rafael Landívar. IM1103.

Música ligera guatemalteca
- Orquesta Metropolitana Millennium, director Dieter Lehnhoff (2000). Valses inolvidables de Guatemala: música de Germán Alcántara, Belarmino Molina, Lorenzo Morales, Paco Pérez, José Eulalio Samayoa, Mariano Valverde y Miguel Zaltrón, en versiones de Dieter Lehnhoff. Guatemala: ADESCA.
- — (2007). «Melodías inolvidables de Guatemala: música de Germán Alcántara, Julián González, Salvador Iriarte, José María Muñoz, Julián Paniagua Martínez, Arsenio Ralón, y Anselmo Sáenz». Fundación Soros-Guatemala, y Consejo Guatemalteco de la Música (Guatemala: Universidad Rafael Landívar). IM3307CD.

Serie Música Histórica de GuatemalaAuspiciada por la Asociación de Amigos del País y Fundación para la Cultura y el Desarrollo, 1992-99.
- Vol. 1. Orígenes. Música de Dieter Lehnhoff y músicas autóctonas de hoy. HGG 10599.
- Vol. 2. Coros de Catedral. Música de Hernando Franco, Pedro Bermúdez, Gaspar Fernández, Juan Pérez, Tomás Pascual y Anónimos de Huehuetenango. Ensemble Millennium, HGG 20394.
- Vol. 3. Capilla Musical. Música de Rafael Antonio Castellanos, Pedro Nolasco Estrada Aristondo, Manuel Contreras, José Eulalio Samayoa, Manuel José de Quirós y Pedro Antonio Rojas. Cristina Altamira, Quinteto Millennium, HGG 30192.
- Vol. 4. La Sociedad Filarmónica. Música de José Eulalio Samayoa, José Escolástico Andrino y Benedicto Sáenz hijo. Cristina Altamira, Ensemble Millennium, Nueva Orquesta Filarmónica, Dieter Lehnhoff, dir. HGG 40293.
- Vol. 5. Ecos de antaño. Música de Luis Felipe Arias, Germán Alcántara, Julián González, Julián Paniagua Martínez, Herculano Alvarado, Rafael A. Castillo, Ricardo Castillo, Paco Pérez, Germán Alcántara, Domingo Bethancourt y Domingo Fuentes Girón. Nueva Orquesta Filarmónica, Banda Marcial, Marimba Inguat. Cristina Altamira, Nery Cano, Zoila Luz García-Salas, Lester Homero Godínez, Dieter Lehnhoff. HGG 50497.
- Vol. 6. Senderos. Música de Benigno Mejía, Enrique Solares, Enrique Anleu Díaz, William Orbaugh, Dieter Lehnhoff, Joaquín Marroquín, Joaquín Orellana, Jorge Sarmientos y Lester H. Godínez. Varios intérpretes. HGG 60699.
- Vol. 7. Milenio: Mil años de música en Guatemala. Música de Tomás Pascual, Pedro Bermúdez, Gaspar Fernández, Manuel José de Quirós, Rafael Antonio Castellanos, José Eulalio Samayoa, José Escolástico Andrino, Germán Alcántara, Paco Pérez, Jorge Sarmientos y Dieter Lehnhoff. HGG 70799.

Etnofusión
- Tejedora de sueños, "Un viaje a través del misticismo maya y mexica". Música de Magda Angélica. Arreglos de Fernando Scheel. Producción Guatemala/México, 2005.
- Ilhuikatzin. Música de Magda Angélica. Álbum basado en la espiritualidad maya. Arreglos de Fernando Scheel. Guatemala, 2007.
- Hacedor de Lluvia. Música de Ranferi Aguilar. Música instrumental inspirada en leyendas mayas recolectadas y publicadas por Angelika Bauer. Utiliza réplicas de instrumentos mayas prehispánicos y actuales fusionados con la guitarra.

Música popular contemporánea
- Peña, Carlos; Peña, Hugo (2008). Aquí estoy. Sony Music.
- — (2007). Con una canción. Sony Music. «El disco alcanzó el estatus de triple platino por el nivel de ventas en Centro América».
- Elizabeth de Guatemala. «Nada cambiará mi amor por ti». YouTube. Guatemala: Dideca.
- Shery; Perales, José Luis; Sondelli, Francisco (2008). «El amor es un fantasma'». Sitio oficial de Shery. Creatorium Music.
- «Tu lugar; música de Giovanni Passarelli». Sitio de Giovanni Passarelli. Argentina. 2008 [2005]. «Arreglos de Fernando Scheel».
- "Alto al fuego" de la agrupación guatemalteca Alux Nahual. Año 1987. Producción de Dideca.
- "Americamorfosis" de la agrupación guatemalteca Alux Nahual. Año 1993. Producción de Sony Music.
- «Chiqui Brechas - Revista Guatemala». Guatemala. «"Para darte vida" de la cantautora guatemalteca Violeta Blanc quien graba bajo el pseudónimo Chiqui Brechas. Reportaje publicado en la revista Guatemala City Magazine».
- "Yo soy" de la cantautora guatemalteca Tanya Zea. Año 1974. Producción DILA.
- Disco "Ayer, hoy y siempre" del cantante guatemalteco (El Tenor de Centroamérica), Gustavo Adolfo Palma. Año 1970. Producción Dideca.